# Крымский усач
Крымский усач (лат. Barbus tauricus) — вид лучепёрых рыб рода барбусов из семейства карповых. Длина тела половозрелых особей может достигать 70 см, хотя обычно составляет 15—35 см. Усач питается планктонными ракообразными (дафниями и циклопами), круглыми червями, личинками насекомых и других водных животных. Икра усача ядовита.

## Распространение
Населяет реки черноморского побережья: Крымского полуострова, Болгарии, Турции.
На территории России встречаются два подвида:
- Barbus tauricus escherichii — колхидский усач — в реках черноморского побережья Краснодарского края в районе Сочи;
- Barbus tauricus kubanicus — кубанский усач — в верхнем и среднем течении Кубани и её притоках.